# Joris De Loore
Joris De Loore, né le 21 avril 1993 à Bruges, est un joueur de tennis belge, professionnel depuis 2011.
Il est membre de l'équipe de Belgique de Coupe Davis depuis 2016. Il a participé à la finale en 2017 face à la France.

## Biographie
De Loore a commencé à jouer au tennis à l'âge de cinq ans avec sa famille et il s'entraîne avec la Fédération Belge de Tennis à Tennis Vlaandern. Sa surface de prédilection est le dur.
Il est entrainé par Bastian Suwanprateep depuis 2021.

## Carrière

### 2016: première finale en Challenger face à Daniil Medvedev
En septembre 2016, Joris De Loore atteint sa première finale en Challenger à Saint-Rémy-de-Provence, où il s'y incline contre Daniil Medvedev (6-3, 6-3). Durant ce tournoi, il bat notamment la tête de série n°2 et 93e mondial Konstantin Kravchuk (7-63, 3-6, 6-0). La semaine suivante, il est sélectionné pour sa première rencontre en Coupe Davis avec l'équipe belge pour affronter en barrages le Brésil. Il remporte le match de double associé à Ruben Bemelmans contre Marcelo Melo et Bruno Soares, respectivement 3e et 5e mondiaux de la discipline. Il remporte ensuite son match en simple contre le 79e mondial Thomaz Bellucci. La Belgique s'impose ainsi 4-0 dans ce duel. En octobre, il obtient une wild card pour faire ses débuts sur le circuit ATP au tournoi d'Anvers. Lors du premier tour, il pousse en trois sets l'Américain et futur membre du top 10 mondial Taylor Fritz (3-6, 6-4, 6-4). En novembre, il atteint sa première finale en double au Challenger de Knoxville en compagnie Ruben Bemelmans, il y est battu (6-1, 6-3). Il termine la saison à la 184e place mondiale.

### 2017: finale en Coupe Davis face à la France
En février 2017, De Loore participe au premier tour de la Coupe Davis face à l'Allemagne. Il remporte le match en double avec Ruben Bemelmans face aux frères Alexander et Mischa Zverev (6-3, 7-64, 4-6, 4-6, 6-3). La Belgique s'impose 4-1 dans ce duel. Le même mois, il atteint la finale de deux Challengers en double, à Kyoto avec Ruben Bemelmans et à Yokohama avec Luke Saville. En avril, il est sélectionné pour les quarts de finale de la Coupe Davis contre l'Italie. Lors du match double, associé à Ruben Bemelmans, il perd face à Simone Bolelli et Andreas Seppi en cinq sets (4-6, 6-3, 6-4, 3-6, 7-66). En simple, il est également battu par Alessandro Giannessi (6-4, 7-69). Malgré ces défaites, la Belgique remporte 3-2 cette confrontation. En juillet, à Wimbledon, il s'incline en cinq sets contre l'espoir grec Stéfanos Tsitsipás au dernier tour des qualifications (6-3, 3-6, 6-3, 3-6, 7-5). Fin août, à l'US Open, il est de nouveau battu au dernier tour des qualifications, cette fois par Adrián Menéndez Maceiras (6-3, 6-3). Lors de la finale de la Coupe Davis face à la France, il joue le match de double avec Ruben Bemelmans face à Richard Gasquet et Pierre-Hugues Herbert. La paire belge perd en quatre sets (6-1, 3-6, 7-62, 6-4). La Belgique s'incline 3-2 lors de cette finale. Il termine la saison à la 280e place du classement ATP.

### 2018-2022: premier titre Challenger en double à Drummondville et nombreuses blessures
En février 2018, Joris De Loore est sélectionné pour le premier tour de la Coupe Davis pour affronter en double la Hongrie. Aux côtés de Ruben Bemelmans, il s'incline face à Attila Balázs et Márton Fucsovics en cinq sets (6-3, 6-4, 62-7, 4-6, 7-5) mais la Belgique l'emporte 3-2 dans ce duel. En mars, il remporte son premier titre Challenger en double à Drummondville avec Frederik Nielsen (6-4, 6-3). Le mois suivant, il affronte les États-Unis en quarts de finale de la Coupe Davis. Malgré une grosse résistance, il est battu par le 9e mondial John Isner en quatre sets (6-3, 64-7, 7-68, 6-4). La Belgique s'incline 4-0 dans cet affrontement. Le même mois,  il prend part aux qualifications du tournoi de Lyon. Il passe le premier tour en battant Maxime Janvier (4-6, 6-3, 7-5) puis il perd au deuxième et dernier tour contre Laslo Djere (7-5, 6-4). Malgré cette défaite, il est repêché pour le tableau final en tant que lucky loser et affronte Gilles Simon directement en huitième de finale, il y est éliminé (7-63, 6-2). En août, il atteint une cinquième finale de double en Challenger à Lexington, qu'il perd en compagnie de Marc Polmans (6-3, 6-1). Il termine la saison dans le top 400 du classement mondial.
Entre novembre 2018 et juillet 2021, le Belge a été contraint de mettre sa carrière entre parenthèses, à cause de nombreuses blessures. Il a été touché à la hanche et aux deux poignets. Il subit sept opérations, mais ne renonce jamais à l'idée de revenir sur les courts.
En 2021 et 2022, De Loore tente de retrouver son meilleur niveau en évoluant principalement sur le circuit ITF. Durant cette période, il remporte quatre titres de cette catégorie à Toulouse, à Monastir, à Kiseljak et à Bagnères-de-Bigorre.

### 2023: premier titre Challenger en simple à Oeiras

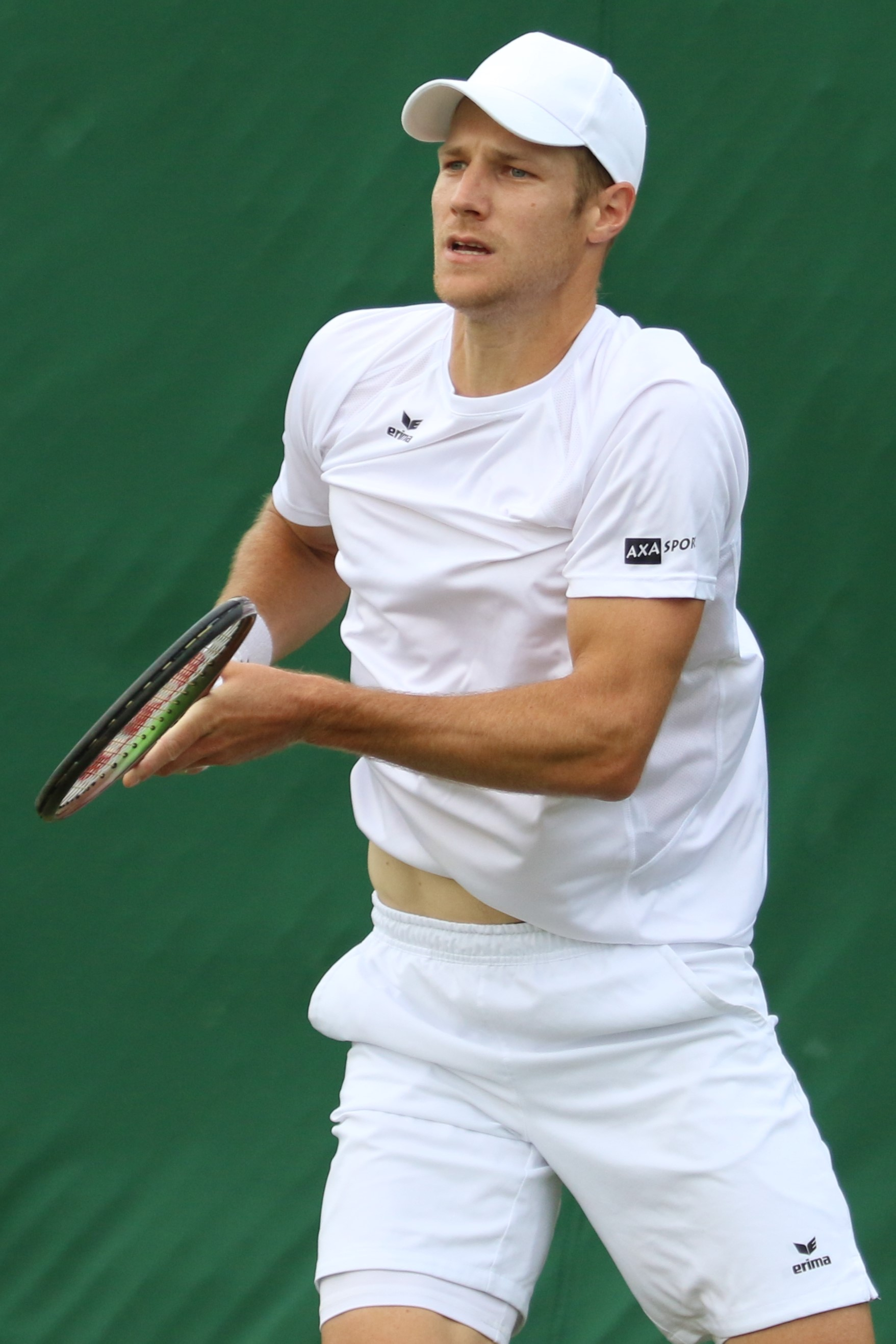
Joris De Loore à Wimbledon 2023.

En janvier 2023, Joris De Loore remporte son premier titre Challenger à Oeiras. Issu des qualifications, il bat en finale le Roumain Flip Cristian Jianu (6-3, 6-2). Une semaine après ce succès, il se hisse une nouvelle fois en finale lors du second Challenger d'Oeiras. Il s'incline cette fois face au Français Arthur Fils (6-1, 7-64). En juillet, il participe au Challenger de Zoug, où il bat notamment Dominic Stricker (4-6, 7-5, 6-3) et l'ancien no 9 mondial Fabio Fognini (7-64, 6-1). Ce dernier match lui permet de se qualifier une nouvelle fois en finale, lors de laquelle il est battu par Arthur Rinderknech (3-6, 6-3, 6-4). En août, il atteint le dernier tour des qualifications de l'US Open, où il est battu par l'Américain Nicolas Moreno de Alboran (3-6, 7-63, 7-612), malgré deux balles de match pour intégrer son premier tableau final en Grand Chelem.
En septembre, le sportif belge est sélectionné pour sa première rencontre en Coupe Davis depuis 2018 pour affronter l'Ouzbékistan en barrages. Il remporte son premier match face à Sergey Formin (7-5, 7-62) et le second contre Khumoyun Sultanov (6-3, 6-4). La Belgique s'impose 3-1 dans ce duel. En octobre, il se hisse une quatrième fois en finale cette saison au Challenger de Bratislava. Durant ce tournoi, il écarte notamment la tête de série no 8 Alex Molčan (5-7, 6-4, 6-3) mais s'incline face à Gabriel Diallo (6-0, 7-5). La semaine suivante, au Challenger d'Olbia, il se qualifie pour les demi-finales en battant, entre autres, le 111e mondial Thiago Agustín Tirante (6-3, 6-2) au premier tour et l'ancien 31e mondial Lloyd Harris (6-3, 7-66) au second tour. Il s'incline en trois sets face au Français Kyrian Jacquet (6-4, 4-6, 7-65). Ce parcours lui permet de finir la saison pour la première fois dans le top 150 du classement ATP.

### 2024: finale en simple au Challenger de Lille
En février 2024, De Loore prend part aux qualifications de la Coupe Davis contre la Croatie. Il est battu par le jeune et talentueux Duje Ajduković (6-1, 6-4). Malgré cette défaite, la Belgique se qualifie 3-1 pour la phase finale. En mars, il participe au Challenger de Lille où il élimine notamment son compatriote Zizou Bergs (4-6, 7-5, 7-64) au premier tour et l'ancien 36e mondial Pierre-Hugues Herbert (7-5, 6-4) en demi-finale. En finale, il s'incline au tie-break du troisième set face au 90e mondial Arthur Rinderknech, malgré deux balles de match (6-4, 3-6, 7-68).

## Palmarès

### TournoisChallenger

#### En simple (1/6)
| Résultat | Date       | Tournoi                                      | Surface      | Adversaire en finale | Score          |
| -------- | ---------- | -------------------------------------------- | ------------ | -------------------- | -------------- |
| Finale   | 05/09/2016 | Trophée des Alpilles, Saint-Rémy-de-Provence | Dur (ext.)   | Daniil Medvedev      | 6-3, 6-3       |
| Victoire | 02/01/2023 | Oeiras Indoor Open 1, Oeiras                 | Dur (int.)   | Filip Cristian Jianu | 6-3, 6-2       |
| Finale   | 09/01/2023 | Oeiras Indoor Open 2, Oeiras                 | Dur (int.)   | Arthur Fils          | 6-1, 7-64      |
| Finale   | 24/07/2023 | Finaport Zug Open, Zoug                      | Terre (ext.) | Arthur Rinderknech   | 3-6, 6-3, 6-4  |
| Finale   | 09/10/2023 | Peugeot Slovak Open, Bratislava              | Dur (int.)   | Gabriel Diallo       | 6-0, 7-5       |
| Finale   | 26/02/2024 | Play In Challenger, Lille                    | Dur (int.)   | Arthur Rinderknech   | 6-4, 3-6, 7-68 |

#### En double (1/5)
| Résultat | Date       | Tournoi                                        | Surface    | Partenaire       | Adversaires                           | Score            |
| -------- | ---------- | ---------------------------------------------- | ---------- | ---------------- | ------------------------------------- | ---------------- |
| Finale   | 07/11/2016 | Knoxville Challenger, Knoxville                | Dur (int.) | Ruben Bemelmans  | Peter Polansky Adil Shamasdin         | 6-1, 6-3         |
| Finale   | 20/02/2017 | Shimadzu All Japan Indoor Championships, Kyoto | Dur (int.) | Ruben Bemelmans  | Sanchai Ratiwatana Sonchat Ratiwatana | 4-6, 6-4, [10-7] |
| Finale   | 27/02/2017 | Keio Challenger, Yokohama                      | Dur (ext.) | Luke Saville     | Marin Draganja Tomislav Draganja      | 4-6, 6-3, [10-4] |
| Victoire | 12/03/2018 | Challenger Banque Nationale, Drummondville     | Dur (int.) | Frederik Nielsen | Luis David Martínez Filip Peliwo      | 6-4, 6-3         |
| Finale   | 30/07/2018 | Kentucky Bank Tennis Championships, Lexington  | Dur (ext.) | Marc Polmans     | Robert Galloway Roberto Maytín        | 6-3, 6-1         |

## Parcours enCoupe Davis
| #                                                                 | Date          | Lieu              | Surface    | Gagnant(s)                            | Perdant(s)                     | Score                    |          |  |  |  |  |
|                                                                   |               |                   |            |                                       |                                |                          |          |  |  |  |  |
| 2016 - play-off (groupe mondial) - Belgique - Brésil 4:0          |               |                   |            |                                       |                                |                          |          |  |  |  |  |
| 1                                                                 | 16-18/09/2016 | Ostende           | Dur (int.) | Ruben Bemelmans Joris De Loore        | Marcelo Melo Bruno Soares      | 3-6, 7-65, 4-6, 6-4, 6-4 | Parcours |  |  |  |  |
| 1                                                                 | 16-18/09/2016 | Ostende           | Dur (int.) | Joris De Loore                        | Thomaz Bellucci                | 6-3, 64-7, 6-2           | Parcours |  |  |  |  |
|                                                                   |               |                   |            |                                       |                                |                          |          |  |  |  |  |
| 2017 - 1er tour (groupe mondial) - Allemagne - Belgique 1:4       |               |                   |            |                                       |                                |                          |          |  |  |  |  |
| 2                                                                 | 3-5/02/2017   | Francfort         | Dur (int.) | Ruben Bemelmans Joris De Loore        | Alexander Zverev Mischa Zverev | 6-3, 7-64, 4-6, 4-6, 6-3 | Parcours |  |  |  |  |
|                                                                   |               |                   |            |                                       |                                |                          |          |  |  |  |  |
| 2017 - 1/4 de finale (groupe mondial) - Belgique - Italie 3:2     |               |                   |            |                                       |                                |                          |          |  |  |  |  |
| 3                                                                 | 7-9/04/2017   | Charleroi         | Dur (int.) | Simone Bolelli Andreas Seppi          | Ruben Bemelmans Joris De Loore | 4-6, 6-3, 6-4, 3-6, 7-66 | Parcours |  |  |  |  |
| 3                                                                 | 7-9/04/2017   | Charleroi         | Dur (int.) | Alessandro Giannessi                  | Joris De Loore                 | 6-4, 7-69                | Parcours |  |  |  |  |
|                                                                   |               |                   |            |                                       |                                |                          |          |  |  |  |  |
| 2017 - Finale (groupe mondial) - France - Belgique 3:2            |               |                   |            |                                       |                                |                          |          |  |  |  |  |
| 4                                                                 | 24-26/11/2017 | Villeneuve-d'Ascq | Dur (int.) | Richard Gasquet Pierre-Hugues Herbert | Ruben Bemelmans Joris De Loore | 6-1, 3-6, 7-62, 6-4      | Parcours |  |  |  |  |
|                                                                   |               |                   |            |                                       |                                |                          |          |  |  |  |  |
| 2018 - 1er tour (groupe mondial) - Belgique - Hongrie 3:2         |               |                   |            |                                       |                                |                          |          |  |  |  |  |
| 5                                                                 | 2-4/02/2018   | Liège             | Dur (int.) | Attila Balázs Márton Fucsovics        | Ruben Bemelmans Joris De Loore | 6-3, 6-4, 62-7, 4-6, 7-5 | Parcours |  |  |  |  |
|                                                                   |               |                   |            |                                       |                                |                          |          |  |  |  |  |
| 2018 - 1/4 de finale (groupe mondial) - États-Unis - Belgique 4:0 |               |                   |            |                                       |                                |                          |          |  |  |  |  |
| 6                                                                 | 6-8/04/2018   | Nashville         | Dur (int.) | John Isner                            | Joris De Loore                 | 6-3, 64-7, 7-68, 6-4     | Parcours |  |  |  |  |
|                                                                   |               |                   |            |                                       |                                |                          |          |  |  |  |  |
| 2023 - Barrages (groupe mondial) - Belgique - Ouzbékistan 3:1     |               |                   |            |                                       |                                |                          |          |  |  |  |  |
| 7                                                                 | 16-17/09/2023 | Hasselt           | Dur (int.) | Joris De Loore                        | Sergey Formin                  | 7-5, 7-62                | Parcours |  |  |  |  |
| 7                                                                 | 16-17/09/2023 | Hasselt           | Dur (int.) | Joris De Loore                        | Khumoyun Sultanov              | 6-3, 6-4                 | Parcours |  |  |  |  |
|                                                                   |               |                   |            |                                       |                                |                          |          |  |  |  |  |
| 2024 - Phase qualificative (groupe mondial) - Belgique - Croatie  |               |                   |            |                                       |                                |                          |          |  |  |  |  |
| 8                                                                 | 3-4/01/2024   | Varazdin          | Dur (int.) | Duje Ajduković                        | Joris De Loore                 | 6-1, 6-4                 | Parcours |  |  |  |  |
| 8                                                                 | 3-4/01/2024   | Varazdin          | Dur (int.) |                                       |                                |                          |          |  |  |  |  |
| 2024 - Phase qualificative (groupe mondial) - Belgique - Croatie  |               |                   |            |                                       |                                |                          |          |  |  |  |  |
| 8                                                                 | 3-4/01/2024   | Varazdin          | Dur (int.) | Duje Ajduković                        | Joris De Loore                 | 6-1, 6-4                 | Parcours |  |  |  |  |

## Records et Statistiques

### Ses trois meilleures victoires en simple par saison
| 2010 1. Julien Dubail - 656e - 64-7, 7-5, 7-63 2. Bart Govaerts - 818e - 6-4, 6-3 3. Frederic De Fays - 1160e - 6-4, 1-6, 6-2 | 2011 1. Jean-René Lisnard - 357e - 6-4, 3-6, 6-3 2. Gleb Sakharov - 447e - 6-3 63-7 7-63 3. Gleb Sakharov - 563e - 1-6, 7-5, 6-0 | 2012 1. Marsel İlhan - 262e - 6-0, 7-5 2. Mathieu Rodrigues - 270e - 6-1, 6-0 3. Jonathan Eysseric - 330e - 7-5, 5-7, 6-4 |

| 2013 1. Niels Desein - 203e - 6-1, 2-0 ab. 2. Kimmer Coppejans - 344e - 6-3, 6-0 3. Michael Lammer - 404e - 2-6, 7-5, 6-4 | 2014 1. Rubén Ramírez Hidalgo - 222e - 3-6, 6-2, 4-1 ab. 2. Yannick Mertens - 257e - 3-6, 6-4, 6-3 3. José Pereira - 278e - 6-4, 7-5 | 2015 1. Juan Carlos Sáez - 234e - 4-6, 6-3, 6-2 2. Johan Tatlot - 326e - 5-7, 7-65, 6-2 3. Constant Lestienne - 334e - 6-3, 6-1 |

| 2016 1. Dušan Lajović - 75e - 6-3, 6-4 2. Thomaz Bellucci - 79e - 6-3, 64-7, 6-2 3. Konstantin Kravchuk - 93e - 7-63, 3-6, 6-0 | 2017 1. Henri Laaksonen - 94e - 6-3, 0-1 ab. 2. Gastão Elias - 108e - 7-62, 6-4 3. Quentin Halys - 122e - 6-3, 4-6, 6-3 | 2018 1. Laslo Djere - 92e - 6-1, 6-4 2. Matthias Bachinger - 158e - 6-3, 4-6, 6-2 3. Marcelo Arévalo - 176e - 7-63, 7-5 |

| 2021 1. Tobias Kamke - 248e - 6-3, 6-4 2. Roberto Quiroz - 290e - 6-4, 67-7, 6-1 3. Viktor Durasovic - 354e - 7-5, 7-60 | 2022 1. Antoine Escoffier - 206e - 6-3, 7-63 2. Skander Mansouri - 248e - 7-65, 7-62 3. Robin Haase - 256e - 6-1, 2-0ab. | 2023 1. Dominic Stricker - 106e - 4-6, 7-5, 6-3 2. Thiago Agustín Tirante - 111e - 6-3, 6-2 3. Alex Molčan 113e - 5-7, 6-4, 6-3 |

| 2024 1. Camilo Ugo Carabelli - 100e - 6-2, 6-4 2. Damir Džumhur - 110e - 6-2, 4-6, 6-3 3. Zizou Bergs - 123e - 4-6, 7-5, 7-64 |

## Classements ATP en fin de saison
| Année          | 2010 | 2011 | 2012 | 2013 | 2014 | 2015 | 2016 | 2017 | 2018 | 2019 | 2020 | 2021 | 2022 | 2023 | 2024 |
| Rang en simple | 1305 | 1188 | 545  | 379  | 368  | 482  | 184  | 280  | 358  | –    | –    | 618  | 341  | 145  | 330  |
| Rang en double | –    | 1241 | 374  | 491  | –    | 1019 | 409  | 343  | 276  | –    | –    | 807  | 598  | 873  | –    |

Source : (en) Classements de Joris De Loore sur le site officiel de la Fédération internationale de tennis